# Octavius (schip)
De Octavius was een spookschip, waarschijnlijk een legende en niet historisch. Het verhaal gaat dat het schip op 11 oktober 1775 ten westen van Groenland werd gevonden door de walvisjager Herald.

## Beschrijving

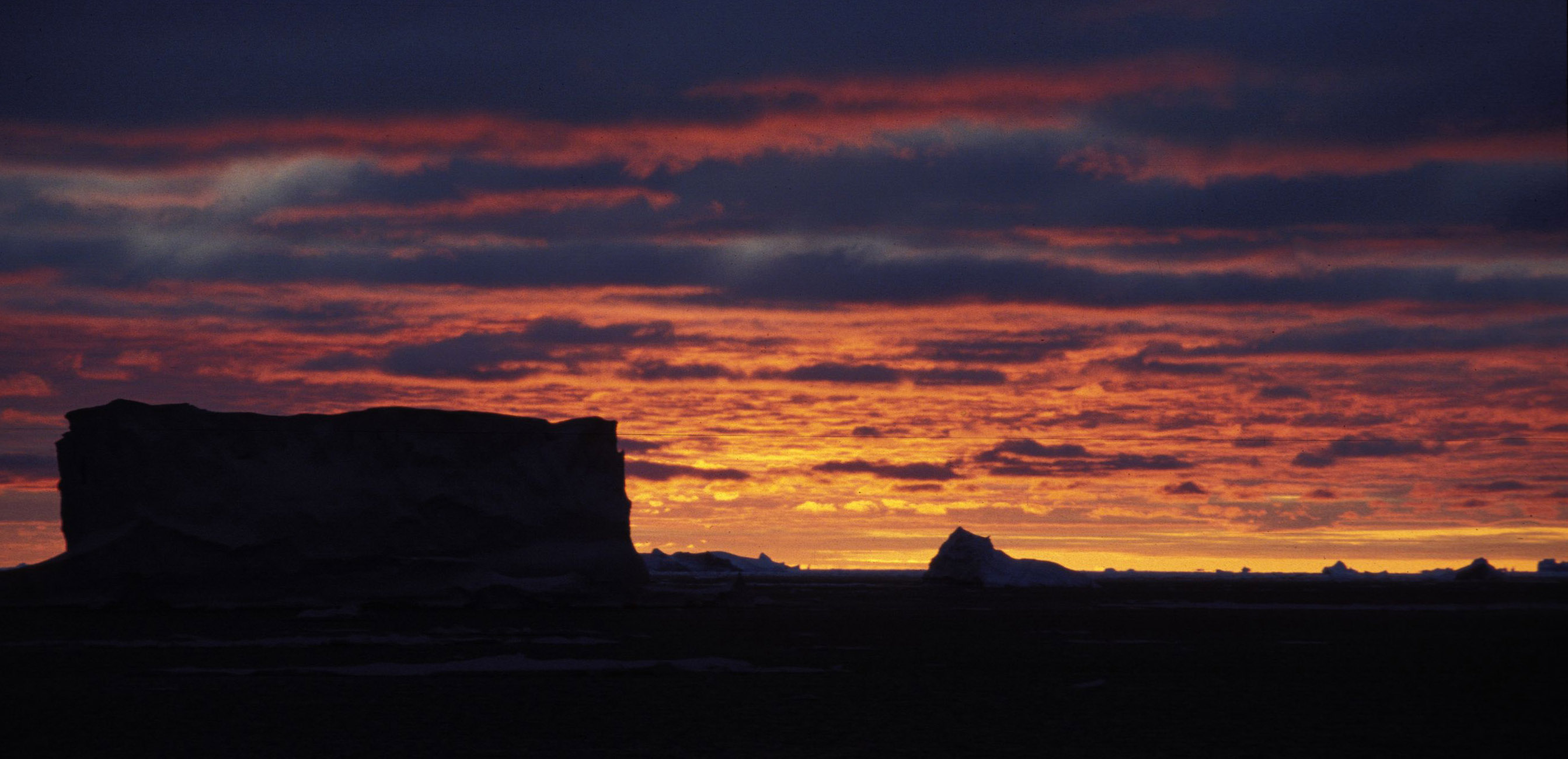
De Octavius nam de gevaarlijke Noordwestelijke Doorvaart

### Vondst van het schip
Nadat men het schip had aangetroffen betrad men het en vond de gehele bemanning benedendeks; allen waren dood, bevroren en bijna volmaakt geconserveerd. De kapitein zat nog steeds achter de tafel in zijn hut, met de pen in zijn hand (precies zoals in de legende van de schoener Jenny) en met zijn logboek voor hem op tafel. In zijn hut was ook een dode vrouw, een dode jongen, bedekt door een deken en een dode zeeman met een tondeldoos.
Men onderzocht slechts de hut van de kapitein en verliet daarna weer snel het schip omdat men bang was voor wat men verder nog zou aantreffen. De laatste aantekening uit het logboek was van 11 november 1762, wat betekende dat het schip 13 jaar verloren was geweest in het Arctische gebied. Omdat het logboek was bevroren viel het uit zijn band, waarbij nog slechts de eerste en de laatste bladzijde vast bleven zitten. De achtergrond van het verhaal is dat de Octavius in 1761 Engeland had verlaten voor een reis naar de Oost en het jaar daarop deze bestemming bereikt had. De kapitein had voor de terugtocht de verraderlijke en dan weinig bekende Noordwestelijke Doorvaart gekozen, waarbij het schip ten noorden van Alaska vast kwam te zitten in het pakijs; na de dood van de bemanning was het schip losgekomen en had alsnog de Noordwestelijke Doorvaart gemaakt.
Het schip werd nooit meer gezien tot het ontdekt werd door de Herald (waarna het door de stroming en de winden weer werd weggevoerd, in de nacht na de ontdekking). De laatst bekende positie van het schip, toen de bemanning nog in leven was, was op ongeveer 250 mijl ten noorden van Barrow, terwijl de boot later werd ontdekt bij Groenland.

### Schip in de kunst
Het schip en de context vormden later waarschijnlijk de inspiratie voor een van de gebeurtenissen in de striproman van Jacques Tardi Le démon des glaces uit 1974. Het verhaal speelt zich af in 1889, wanneer een passagiersschip, de L'Anjou, de Barentszzee doorkruist en een noodlottige ontmoeting heeft met een vreemd spookschip, dat gestrand is op een grote ijsberg. Het schip wordt de IJsland schoener genoemd en wanneer de bemanning van de L'Anjou het spookschip betreedt vindt men de bemanning precies zo als die van de Octavius en de schoener Jenny.
De kapitein is eveneens gezeten in zijn hut, terwijl hij met zijn bevroren vinger wijst naar een bepaald punt op zijn zeekaart (precies waar het schip zich dan bevindt). Direct hierna vliegt de L'Anjou, voor de ogen van de bemanning, in de lucht en is men aldus gestrand op het spookschip. Een andere inspiratiebron voor het verhaal is mogelijk de vreemde zaak van de Mary Celeste.